# Concile de Rome (680)
Le « concile de Rome » est l'appellation erronée donnée par quelques auteurs modernes,, à un synode, de 125 évêques rassemblés à Rome par le pape Agathon le 27 mars 680 afin de préparer un concile envisagé par l'empereur Constantin IV Pogonat.
Parmi ces évêques :
- Saint Décorose, évêque de Capoue[9].
- Valérien, évêque de Sora[10].

Cette réunion produit une profession de foi condamnant le monothélisme; une délégation papale, composée des évêques de Portus, Rhegium et Paterno, est envoyée par la suite au concile œcuménique réuni à Constantinople en novembre de la même année.
On sait depuis les travaux de Louis Duchesne que cette réunion n'était pas un concile, elle n'est par conséquent reprise dans aucune liste conciliaire ni traitée dans l'historiographie contemporaine du sujet. 